# Lariano
Lariano je malé město v italském regionu Lazio. Má přibližně 13 tisíc obyvatel a rozlohu 22,5 km². Nachází se 41 km jihovýchodně od Říma.

## Geografie
Sousední obce jsou Artena, Cori, Rocca di Papa, Rocca Priora, Velletri.

## Partnerská města
- Sausset-les-Pins, Francie
- Victoria, Rumunsko
- San Ferdinando, Itálie